# Mavrodin (okręg Teleorman)
Mavrodin – wieś w Rumunii, w okręgu Teleorman, w gminie Mavrodin. W 2011 roku liczyła 2693 mieszkańców.